# Final del Torneo Finalización 2010 (Colombia)
La final del Torneo Finalización 2010 de la Categoría Primera A del fútbol profesional colombiano fue una serie de partidos de fútbol que se jugaron los días 15 y 19 de diciembre de 2010 para definir al segundo campeón del año del fútbol en Colombia. Lo disputaron los ganadores de los grupos en los cuadrangulares semifinales: el Deportes Tolima y el Once Caldas.

## Antecedentes
El conjunto pijao ya había sido campeón de la Categoría Primera A en el Finalización 2003 bajo la dirección técnica de Luis Augusto García; en aquella ocasión vencieron al Deportivo Cali ganando en una serie de penales por 4:2 al haber empatado a tres en los encuentros de ida y vuelta.
Deportes Tolima también acumula cuatro subcampeonatos en el profesionalismo colombiano, el primero en el Campeonato colombiano 1957 cuando fue superado por el Cúcuta Deportivo en el desempate por el segundo puesto. El conjunto de Ibagué logró otra vez un subcampeonato hasta el Campeonato colombiano 1981 cuando estuvo ubicado segundo en el cuadrangular final detrás del Atlético Nacional. El equipo mantuvo su base y nuevamente logró el subcampeonato en el Campeonato colombiano 1982 esta vez detrás del América de Cali. Ya en el Finalización 2006 clasificó a la final del torneo con grandes figuras como Agustín Julio, Gerardo Vallejo (para este Finalización 2010 aún en el equipo), Yulián Anchico y Darío Bustos, su rival Cúcuta Deportivo se adjudicaría el campeonato al ganarle al Tolima por marcador agregado de 2:1.
Es el séptimo año consecutivo en que un equipo que jugó en la Categoría Primera B, disputa una final en la A: 2005 (Real Cartagena); 2006 (Deportivo Pasto y Cúcuta Deportivo); 2007 (Atlético Huila y Equidad); 2008 (Boyacá Chicó), 2009 (Atlético Huila), 2010 (La Equidad), y Deportes Tolima.
Esta fue la tercera final en torneos cortos para el Once Caldas, la primera fue contra el Junior de Barranquilla en el Torneo Apertura 2003, la cual favoreció al equipo de Manizales con un gol del colombo-argentino Sergio Galván, obteniendo así su segundo título colombiano en la historia. En el Apertura 2009 también vencieron al Junior por un marcador agregado de 5:2. Otra final reciente disputada por el Once Caldas fue en 1998, cuando cayó 4:0 (marcador global) con el Deportivo Cali. En ese título el entrenador del Caldas era el estratega campeón del equipo en 2009 y ex seleccionador nacional, Javier Álvarez.

## Camino a la final

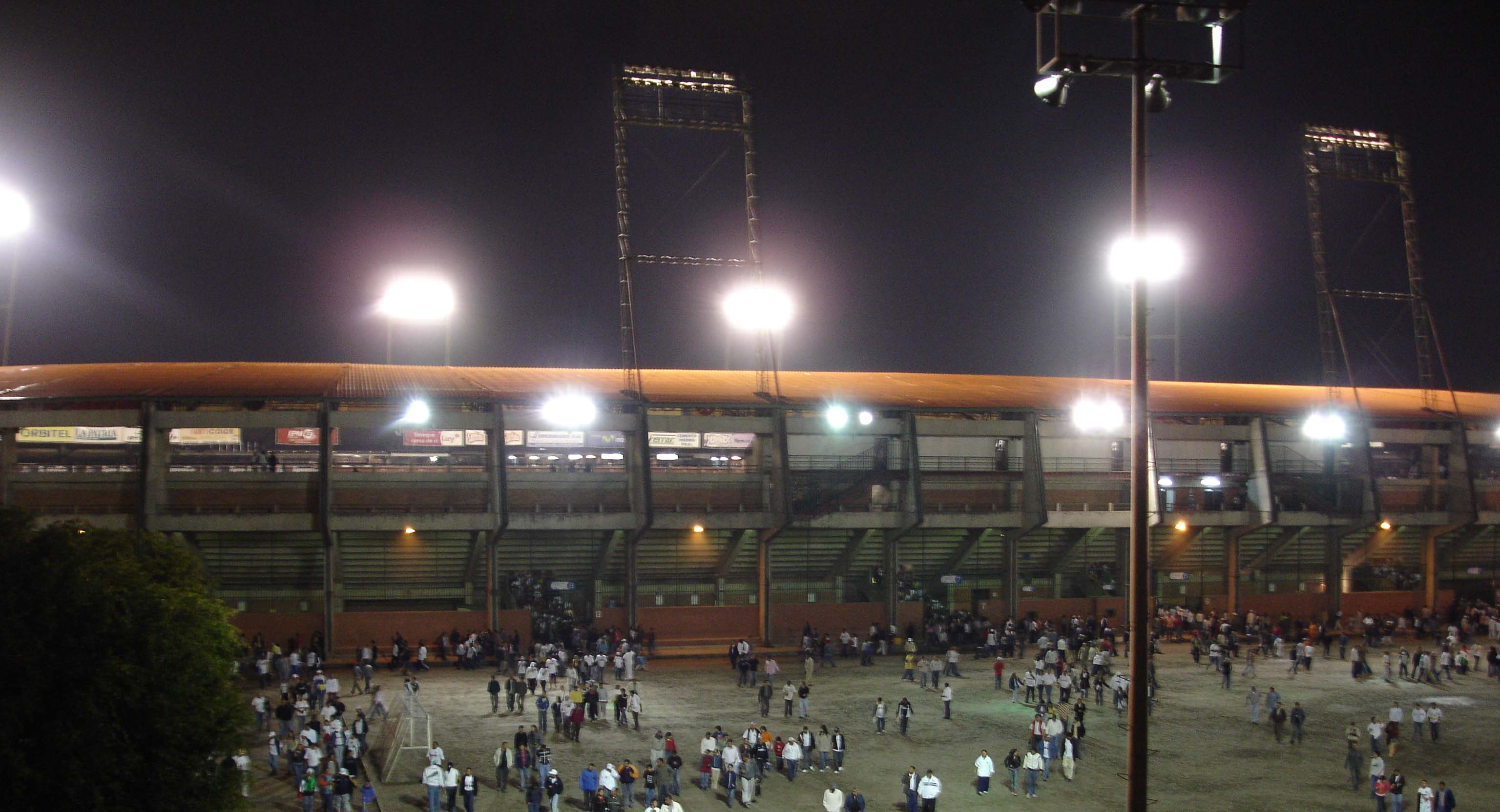
Estadio Palogrande, sede del partido de vuelta.

El Deportes Tolima finalizó primero la fase todos contra todos con 36 puntos al igual que el Once Caldas que fue segundo, y a pesar de tener la misma cantidad de puntos, el club pijao le ganó la posición por el gol diferencia. El Deportes Tolima clasificó desde la fecha 14 al vencer al Deportivo Pereira como visitante, ganando grandes elogios de la prensa colombiana por su sorprendente campaña, no solo en el torneo nacional sino en la Copa Sudamericana 2010 donde alcanzó los cuartos de final.
Ya para los cuadrangulares semifinales, el Deportes Tolima quedó ubicado en el Grupo A junto a Santa Fe, Atlético Huila y La Equidad mientras que Once Caldas quedó ubicado en el Grupo B junto al Atlético Nacional, Deportes Quindío y Cúcuta Deportivo.

## Estadísticas previas
Total de partidos jugados en el torneo finalización 2010 por ambos equipos:
| Equipo          | Pts | PJ | G  | E | P | GF | GC | Dif |
| --------------- | --- | -- | -- | - | - | -- | -- | --- |
| Once Caldas     | 49  | 24 | 15 | 4 | 5 | 48 | 33 | 15  |
| Deportes Tolima | 47  | 24 | 14 | 5 | 5 | 46 | 24 | 22  |

- Leyenda:  Pts=Puntos; PJ=Partidos jugados; G=Partidos ganados; E=Partidos empatados; P=Partidos perdidos; GF=Goles a favor; GC=Goles en contra; DIF=Diferencia de gol

## Llave
|                   | vs. |                       |
| ----------------- | --- | --------------------- |
| Once Caldas 1 3 4 | vs. | Deportes Tolima 2 1 3 |

## Partido de ida
Se jugaba el primer partido de la gran final de la Categoría Primera A en la ciudad de Ibagué, capital del departamento del Tolima. Deportes Tolima era el que dominaba en los primeros minutos pero tan solo al minuto seis cuando el defensa del Tolima intenta despejar un balón, cruza supuestamente al jugador Jaime Castrillón e inmediatamente el árbitro no duda en pitar el tiro penal que sería ejecutado por el goleador del equipo Dayro Moreno para poner en ventaja al conjunto de Manizales e igualar a Wilder Medina con 16 goles en la parte alta de la pelea por el Botín de oro. El Once Caldas en los primeros 20 minutos encontraba grandes espacios en la defensa del Tolima por lo que llegaron en varias ocasiones a través de Dayro Moreno y Jhon Valencia haciendo que el arquero paraguayo Anthony Silva fuera gran figura en el primer tiempo. Pero después del minuto 30, el local se tomó confianza y luego de un centro del argentino Rodrigo Marangoni que buscaba a Wilder Medina, jugador que logró estorbar a Alexis Henríquez que metió el gol en su propia puerta igualando el partido.
Para el segundo tiempo, tan solo con un minuto jugado, el delantero Medina es derribado por Luis Núñez en el área por lo que se decretó penal en contra para el equipo visitante y Marangoni se encargó de convertirlo para poner el partido a favor su club dos goles por uno. Cerca del minuto 73 el volante Diego Arias es expulsado por un supuesto codazo sobre el jugador Diego Chará lo que dejaba al Once con diez jugadores.
- Reporte oficial del partido.[15]

| 12    | POR   | Anthony Silva     |     |
| 6     | DEF   | Gerardo Vallejo   |     |
| 5     | DEF   | Yair Arrechea     |     |
| 3     | DEF   | Yesid Martínez    |     |
| 16    | DEF   | Danny Aguilar     |     |
| 8     | MED   | Gustavo Bolívar   |     |
| 21    | MED   | Diego Chará       |     |
| 80    | MED   | Christian Marrugo | 83' |
| 10    | MED   | Rodrigo Marangoni |     |
| 15    | DEL   | Jorge Perlaza     |     |
| 19    | DEL   | Wilder Medina     |     |
| D. T. | D. T. | Hernán Torres     |     |

| 55    | POR   | Luis Enrique Martínez |     |
| 13    | DEF   | Iván Vélez            |     |
| 4     | DEF   | Oswaldo Vizcarrondo   |     |
| 3     | DEF   | Alexis Henríquez      |     |
| 16    | DEF   | Luis Núñez            |     |
| 6     | MED   | Diego Arias           |     |
| 14    | MED   | Jhon Valencia         | 68' |
| 8     | MED   | Harrison Henao        | 61' |
| 23    | MED   | Jaime Castrillón      |     |
| 17    | DEL   | Dayro Moreno          |     |
| 20    | DEL   | Fernando Uribe        | 76' |
| D. T. | D. T. | Juan Carlos Osorio    |     |

| 22 | MED | Fernando Cárdenas    | 83' |
| 1  | POR | Janer Serpa          |     |
| 33 | DEF | Javier Valencia      |     |
| 14 | MED | Hugo Pablo Centurión |     |
| 9  | DEL | Julio Ortellado      |     |

| 2  | DEL | Félix Micolta     | 61' |
| 22 | DEL | Wilson Mena       | 68' |
| 11 | MED | Diego Arango      | 76' |
| 1  | POR | Juan Carlos Henao |     |
| 33 | DEF | Carlos Ramírez    |     |

|       | 34' | Alexis Henríquez  | 1:1 |
| Penal | 48' | Rodrigo Marangoni | 2:1 |

| Penal | 6' | Dayro Moreno | 0:1 |

|  | 44' | Martínez |

|  | 37' | Moreno   |
|  | 39' | Valencia |
|  | 77' | Uribe    |

|  |

|  | 73' | Arias |

| Árbitro             | Óscar Ruiz     |
| Árbitros asistentes | Eduardo Díaz   |
| Árbitros asistentes | Wilmar Navarro |
| Emergente           | Miguel Guevara |
| Observador árbitros | Pablo Montoya  |

| 12    | POR   | Anthony Silva     |     |
| 6     | DEF   | Gerardo Vallejo   |     |
| 5     | DEF   | Yair Arrechea     |     |
| 3     | DEF   | Yesid Martínez    |     |
| 16    | DEF   | Danny Aguilar     |     |
| 8     | MED   | Gustavo Bolívar   |     |
| 21    | MED   | Diego Chará       |     |
| 80    | MED   | Christian Marrugo | 83' |
| 10    | MED   | Rodrigo Marangoni |     |
| 15    | DEL   | Jorge Perlaza     |     |
| 19    | DEL   | Wilder Medina     |     |
| D. T. | D. T. | Hernán Torres     |     |

| 55    | POR   | Luis Enrique Martínez |     |
| 13    | DEF   | Iván Vélez            |     |
| 4     | DEF   | Oswaldo Vizcarrondo   |     |
| 3     | DEF   | Alexis Henríquez      |     |
| 16    | DEF   | Luis Núñez            |     |
| 6     | MED   | Diego Arias           |     |
| 14    | MED   | Jhon Valencia         | 68' |
| 8     | MED   | Harrison Henao        | 61' |
| 23    | MED   | Jaime Castrillón      |     |
| 17    | DEL   | Dayro Moreno          |     |
| 20    | DEL   | Fernando Uribe        | 76' |
| D. T. | D. T. | Juan Carlos Osorio    |     |

| 22 | MED | Fernando Cárdenas    | 83' |
| 1  | POR | Janer Serpa          |     |
| 33 | DEF | Javier Valencia      |     |
| 14 | MED | Hugo Pablo Centurión |     |
| 9  | DEL | Julio Ortellado      |     |

| 2  | DEL | Félix Micolta     | 61' |
| 22 | DEL | Wilson Mena       | 68' |
| 11 | MED | Diego Arango      | 76' |
| 1  | POR | Juan Carlos Henao |     |
| 33 | DEF | Carlos Ramírez    |     |

|       | 34' | Alexis Henríquez  | 1:1 |
| Penal | 48' | Rodrigo Marangoni | 2:1 |

| Penal | 6' | Dayro Moreno | 0:1 |

|  | 44' | Martínez |

|  | 37' | Moreno   |
|  | 39' | Valencia |
|  | 77' | Uribe    |

|  |

|  | 73' | Arias |

| Árbitro             | Óscar Ruiz     |
| Árbitros asistentes | Eduardo Díaz   |
| Árbitros asistentes | Wilmar Navarro |
| Emergente           | Miguel Guevara |
| Observador árbitros | Pablo Montoya  |

### Reacciones

#### Deportes Tolima
"A mi me parece que Osorio tiene que respetar a la gente y a los jugadores. Me extraña de él, un tipo estudiado, con todos los títulos internacionales que tiene. Yo también podría salir a hablar de los jugadores de él y yo respeto mucho... ¡que respete carajo!."
Hernán Torres, entrenador del Deportes Tolima, refiriéndose a las declaraciones del técnico del Once Caldas.

"Es mejor no hablar de los árbitros, creo que para eso están ustedes (la prensa), mejor concentrarnos en la pelota, que se jugó un buen partido por ambos equipos y al final ganamos. Como dijimos en estos días, el tema físico no va a ser un problema en la final porque el desgaste pasa a un segundo plano cuando existe la motivación de conseguir un título. Hoy Tolima estuvo a la altura del partido, terminó corriendo y ganando."
Gerardo Vallejo, capitán del Deportes Tolima, acerca de la polémica con el arbitraje en Ibagué.

#### Once Caldas

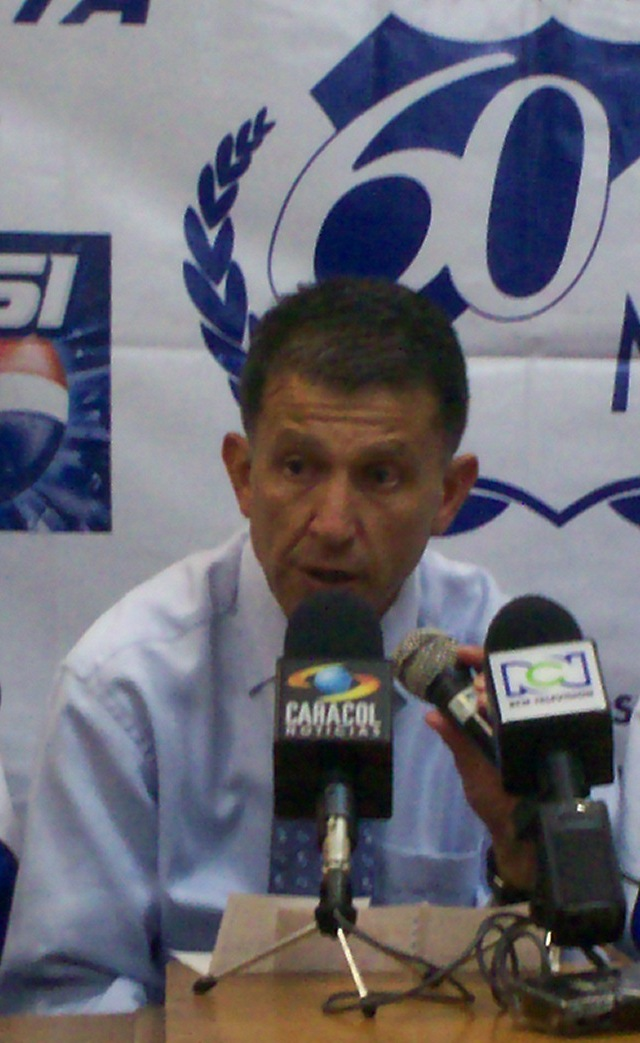
Juan Carlos Osorio

"El Tolima tiene volantes de muy gran nivel que podrían jugar en cualquier equipo del fútbol colombiano, tiene un lateral que se incorpora muy bien como Vallejo y tienen un lanzador que ejecuta muy bien pelotas detenidas, aquellas que son y las que no son… hoy ustedes presenciaron el partido, en el minuto 30, la jugada del empate, desde donde yo estoy aseguro que por la vida de mis hijos, Alexis Henríquez nunca ‘fauleo’ al número nueve de ellos, y en el penal le pregunte a Núñez y a Henríquez y me dicen que nuca hubo falta (...) el número diez de ellos (Rodrigo Marangoni) debería mandar su hoja de vida a la NFL en América, donde entre a patear solamente las pelotas detenidas."
Juan Carlos Osorio, técnico del Once Caldas, hablando de el penal a favor del Tolima y criticando al argentino Marangoni.

"Yo no justifico ni siquiera una amarilla. El árbitro está al frente de mí y él sabe que lo único que quiero es proteger el balón. No sé si alcanzo a tocar al jugador de Tolima, solo sé que él se tira. En la jugada, Óscar Julián tampoco sabe qué pasó y extrañamente el árbitro asistente, que no había intervenido en la jugada, sí intervino con Óscar Julián de frente así que es muy extraño. Lo único que sé es que tengo salud y que mis compañeros van a tratar de dar la vida para conseguir ese título."
Diego Arias, jugador del Once Caldas, hablando de su expulsión y del árbitro Óscar Ruiz.

"Ahora sólo nos queda ganar en Manizales con nuestro público, y simplemente esperamos que el árbitro que vaya a pitar en el ‘Palogrande’ corra, por esta noche a Oscar Julián le faltó moverse."
Luis Martínez, popular Neco, portero del Once Caldas, hablando del partido de vuelta y del árbitraje en general.

## Partido de vuelta
| 55    | POR   | Luis Enrique Martínez |     |
| 13    | DEF   | Iván Vélez            |     |
| 4     | DEF   | Oswaldo Vizcarrondo   |     |
| 3     | DEF   | Alexis Henríquez      |     |
| 16    | DEF   | Luis Núñez            |     |
| 14    | MED   | Jhon Valencia         |     |
| 8     | MED   | Harrison Henao        |     |
| 2     | MED   | Félix Micolta         | 72' |
| 23    | MED   | Jaime Castrillón      |     |
| 17    | DEL   | Dayro Moreno          |     |
| 20    | DEL   | Fernando Uribe        | 85' |
| D. T. | D. T. | Juan Carlos Osorio    |     |

| 12    | POR   | Anthony Silva     |     |
| 6     | DEF   | Gerardo Vallejo   |     |
| 5     | DEF   | Yair Arrechea     |     |
| 3     | DEF   | Yesid Martínez    |     |
| 16    | DEF   | Danny Aguilar     |     |
| 8     | MED   | Gustavo Bolívar   |     |
| 27    | MED   | Mike Campaz       | 57' |
| 80    | MED   | Christian Marrugo |     |
| 10    | MED   | Rodrigo Marangoni |     |
| 15    | DEL   | Jorge Perlaza     |     |
| 19    | DEL   | Wilder Medina     |     |
| D. T. | D. T. | Hernán Torres     |     |

| 1  | POR | Juan Carlos Henao |     |
| 7  | DEL | Emerson Acuña     |     |
| 11 | MED | Diego Arango      | 85' |
| 19 | DEF | Carlos Ramírez    |     |
| 21 | DEL | Wilson Mena       | 72' |

| 1  | POR | Janer Serpa          |     |
| 20 | DEF | Julián Hurtado       |     |
| 22 | MED | Fernando Cárdenas    | 57' |
| 24 | MED | Hugo Pablo Centurión |     |
| 33 | DEF | Javier Valencia      |     |

|  | 45' | Jaime Castrillón | 1:0 |
|  | 53' | Fernando Uribe   | 2:0 |
|  | 76' | Wilson Mena      | 3:0 |

|  | 87' | Danny Aguilar | 3:1 |

|  | 61' | Micolta |
|  | 86' | Vélez   |

|  | 55' | Arrechea |
|  | 67' | Marrugo  |
|  | 86' | Cárdenas |

|  |

|  | 90+1' | Vallejo |

| Árbitro             | Wilmar Roldán     |
| Árbitros asistentes | Humberto Clavijo  |
| Árbitros asistentes | Wilson Berrío     |
| Emergente           | Luis Sánchez      |
| Observador árbitros | William Sepúlveda |

| 55    | POR   | Luis Enrique Martínez |     |
| 13    | DEF   | Iván Vélez            |     |
| 4     | DEF   | Oswaldo Vizcarrondo   |     |
| 3     | DEF   | Alexis Henríquez      |     |
| 16    | DEF   | Luis Núñez            |     |
| 14    | MED   | Jhon Valencia         |     |
| 8     | MED   | Harrison Henao        |     |
| 2     | MED   | Félix Micolta         | 72' |
| 23    | MED   | Jaime Castrillón      |     |
| 17    | DEL   | Dayro Moreno          |     |
| 20    | DEL   | Fernando Uribe        | 85' |
| D. T. | D. T. | Juan Carlos Osorio    |     |

| 12    | POR   | Anthony Silva     |     |
| 6     | DEF   | Gerardo Vallejo   |     |
| 5     | DEF   | Yair Arrechea     |     |
| 3     | DEF   | Yesid Martínez    |     |
| 16    | DEF   | Danny Aguilar     |     |
| 8     | MED   | Gustavo Bolívar   |     |
| 27    | MED   | Mike Campaz       | 57' |
| 80    | MED   | Christian Marrugo |     |
| 10    | MED   | Rodrigo Marangoni |     |
| 15    | DEL   | Jorge Perlaza     |     |
| 19    | DEL   | Wilder Medina     |     |
| D. T. | D. T. | Hernán Torres     |     |

| 1  | POR | Juan Carlos Henao |     |
| 7  | DEL | Emerson Acuña     |     |
| 11 | MED | Diego Arango      | 85' |
| 19 | DEF | Carlos Ramírez    |     |
| 21 | DEL | Wilson Mena       | 72' |

| 1  | POR | Janer Serpa          |     |
| 20 | DEF | Julián Hurtado       |     |
| 22 | MED | Fernando Cárdenas    | 57' |
| 24 | MED | Hugo Pablo Centurión |     |
| 33 | DEF | Javier Valencia      |     |

|  | 45' | Jaime Castrillón | 1:0 |
|  | 53' | Fernando Uribe   | 2:0 |
|  | 76' | Wilson Mena      | 3:0 |

|  | 87' | Danny Aguilar | 3:1 |

|  | 61' | Micolta |
|  | 86' | Vélez   |

|  | 55' | Arrechea |
|  | 67' | Marrugo  |
|  | 86' | Cárdenas |

|  |

|  | 90+1' | Vallejo |

| Árbitro             | Wilmar Roldán     |
| Árbitros asistentes | Humberto Clavijo  |
| Árbitros asistentes | Wilson Berrío     |
| Emergente           | Luis Sánchez      |
| Observador árbitros | William Sepúlveda |

| Campeón Once Caldas Cuarto título |

### Reacciones

#### Once Caldas
Le dedico el título a la gente de Chicoral, Tolima, y a todos los hinchas de Once Caldas. Este equipo es mi vida.
Dayro Moreno, jugador del blanco blanco, que ganó el Botín de oro con 16 anotaciones.

#### Deportes Tolima
Dios sabrá cuándo nos dará la gloria. Luchamos por el título, pero no lo pudimos lograr.
Wilder Medina, jugador del Tolima, que también ganó el Botín de oro con 16 anotaciones.